# Mac Mini
Mac Mini (cách điệu là Mac mini) là một máy tính để bàn máy tính để bàn dạng nhỏ do Apple Inc phát triển và tiếp thị.  Đây là một trong bốn máy tính để bàn trong dòng Macintosh hiện tại, phục vụ như một sự thay thế cho iMac tất cả trong một và có hiệu suất thấp hơn iMac Pro và Mac Pro.
Mac Mini là máy tính để bàn tiêu dùng duy nhất của Apple kể từ năm 1998 được xuất xưởng mà không có màn hình, bàn phím hoặc chuột. Ban đầu Apple tiếp thị nó với cái tên BYODKM (Mang màn hình, bàn phím và chuột của riêng bạn), nó cho người dùng chuyển từ PC truyền thống chạy hệ điều hành như Microsoft Windows hoặc Linux. Nó sử dụng nhiều thành phần máy tính xách tay để đạt được kích thước nhỏ gọn.
Mac Mini được giới thiệu vào tháng 1 năm 2005, sử dụng bộ vi xử lý PowerPC G4. Mac Mini thế hệ thứ hai, được giới thiệu vào tháng 2 năm 2006, mang thiết kế của phiên bản PowerPC, nhưng sử dụng bộ vi xử lý Intel Core và các thành phần nâng cấp khác, đồng thời tạo các kết nối không dây như Bluetooth và Wi-Fi tiêu chuẩn.
Thế hệ thứ ba của Mac Mini, được giới thiệu vào tháng 6 năm 2010, mang theo một vỏ nhôm mỏng hơn kiểu unibody và một cổng HDMI, định vị nó như một thiết bị thay thế rạp hát gia đình với Apple TV dễ dàng hơn. Các bản sửa đổi sau đó đã bổ sung thêm bộ xử lý Thunderbolt và Intel Core i5 và i7.
Thế hệ thứ tư của Mac Mini được giới thiệu vào tháng 10 năm 2018 đã thay đổi thành màu "xám không gian" đậm hơn. Mô hình này có tính năng lưu trữ thể rắn làm tiêu chuẩn và thay thế hầu hết các cổng dữ liệu bằng USB-C.
Mô hình thế hệ thứ năm dựa trên bộ vi xử lý silicon của Apple đã được giới thiệu vào tháng 11 năm 2020, trở lại với màu bạc của các mô hình trước đó. Mô hình thế hệ thứ tư vẫn được bán cùng với nó.
Một phiên bản máy chủ của Mac Mini, đi kèm với phiên bản Máy chủ của hệ điều hành OS X, được cung cấp từ năm 2009 đến năm 2014.